# Ганнібал (телесеріал)
«Ганнібал» (англ. Hannibal) — американський психологічний трилер каналу NBC.Автор телеверсії — Браян Фуллер, який написав сценарій за мотивами серії романів Томаса Гарріса «Червоний дракон» (1981), «Ганнібал» (1999) та «Повстання» (2006). У центрі сюжету — взаємини спеціального агента ФБР Вілла Ґрема та судового психіатра доктора Ганнібала Лектера. Пілотний епізод зняв виконавчий продюсер Девід Слейд. У 2014 році завершено другий сезон із тринадцяти епізодів. 9 травня 2014 року серіал було продовжено на третій сезон. Вихід в ефір відбувся 4 червня 2015 року на телеканалі NBC. Телеканал NBC оголосив, що серіал не буде продовжено на четвертий сезон, через низьку кількість глядацької аудиторії. Остання серія вийшла 29 серпня 2015 року.
Всі назви епізодів першого сезону запозичені з французької кухні, назви епізодів другого сезону взяті з японської кухні, а третього сезону — з італійської кухні.

## Сюжет
Вілл Ґрем — обдарований профайлер, найкращий аналітик ФБР. Унікальне мислення Вілла дозволяє швидко зрозуміти психологію людей, навіть психопатів, бо Вілл прекрасно усвідомлює, які речі рухають ними. Але коли маніяк-вбивця, якого намагається вистежити Вілл, виявляється занадто розумним, Ґрем звертається за допомогою до відомого психіатра — доктора Ганнібала Лектера. Разом вони починають полювання за підступним вбивцею, після чого Лектер стає регулярним консультантом Вілла, а також допомагає йому впоратися з психологічною травмою.

## В ролях

### Основний склад
- Г'ю Денсі — Вілл Ґрем, аналітик / консультант ФБР. Здатний відновлювати картину вбивства у своїй голові, уявляючи себе на місці вбивці.
- Мадс Міккельсен — доктор Ганнібал Лектер, відомий психіатр, серійний вбивця-канібал.
- Каролін Давернас — докторка Алана Блум, професорка психології і консультантка агентів ФБР.
- Лоуренс Фішберн — Джек Кроуфорд, глава поведінкового відділу, начальник Вілла Грема.
- Еттьєн Парк — Беверлі Катц, слідча, яка спеціалізується на дослідженні біо-матеріалу.
- Скотт Томпсон — Джиммі Прайс, криміналіст, який спеціалізується на відбитках пальців.
- Аарон Абрамс — Брайан Зеллер, криміналіст.

### Другорядний склад
- Лара Джин Чоростецьки — Фредріка «Фредді» Лаундс, письменниця-таблоїд.
- Кейсі Рол — Ебіґейл Гоббс, дочка серійного вбивці Гаррета Джейкоба Гоббса.
- Рауль Еспарза — доктор Фредерік Чілтон, адміністратор Балтиморської психіатричної лікарні для психічно хворих злочинців.
- Джилліан Андерсон — докторка Беделія Дю Мор'є, психотерапевтка Ганнібала Лектера.
- Едді Іззард — доктор Абель Ґідеон, хірург, який вбив власну родину. Певний час вважався Чесапікським Різником.
- Володимир Джон Кубрт — Гаррет Джейкоб Гоббс, маніяк, відомий як Мінесотський Сорокопуд.
- Анна Кламскі — Міріам Ласс, учениця Джека Кроуфорда. Зникла, розслідуючи справу Чесапікського Різника.
- Джина Торрес — Філліс «Белла» Кроуфорд, дружина Джека Кроуфорда.
- Кетрін Ізабель — Марґо Верджер, пацієнтка доктора Ганнібала Лектера.
- Майкл Пітт (2 сезон) і Джо Андерсон (3 сезон) — Мейсон Верджер, неврівноважений садист, брат Марґо.
- Річард Армітедж — Френсіс Доллархайд, серійний вбивця, відомий як Зубна Фея.

## Виробництво
Канал NBC розпочав роботу над проектом ще в 2011 році, коли в листопаді Кеті О'Коннелл привернула до написання сценарію пілота свого давнього друга Брайана Фуллера, який працював над серіалом «Герої». Канал забезпечив проекту фінансову підтримку ще до того, як сценарій був закінчений. 14 лютого 2012 сценарій отримав схвалення продюсерів, які в підсумку замовили повний сезон із 13-ти епізодів, перебуваючи під враженням від роботи Фуллера. Незабаром почався виробничий процес.

## Зйомки
Зйомки серіалу «Ганнібал» проходили в Торонто, Онтаріо, Канада. Перший сезон розпочався 27 серпня 2012 р. Серіал почав виробництво другого сезону в Торонто в серпні 2013 р. Зйомки третього сезону розпочалися 20 жовтня 2014 р. в Торонто, а деякі зйомки екстер'єрних та інтер'єрних сцен були зняті у Флоренції, Італії та Палермо.

## Закриття серіалу
22 червня 2015 року NBC закрив серіал.